# أندرو غليسون
 أندرو ماتي غليسون (بالإنجليزية: Andrew Mattei Gleason)‏، هو عالم رياضياتي أمريكي، (ولد في سنة 1921، توفي في سنة  2008). 